# Vriesea amethystina
A Vriesea amethystina az egyszikűek (Liliopsida) osztályának perjevirágúak (Poales) rendjébe, ezen belül a broméliafélék (Bromeliaceae) családjába tartozó faj.

## Előfordulása
A Vriesea amethystina előfordulási területe a dél-amerikai Brazília. Ennek az országnak a délkeleti részén az Espírito Santo államtól egészen a Rio de Janeiro államig őshonos.

## Megjelenése
A tőlevélrózsa (rosetta) állású levelei a tövüknél felállóak, aztán közepüknél meghajlóak. A virágzó szára körülbelül kétszer olyan hosszú mint a levél egész hossza. A virágzatai sárgások, a virágok tövénél vöröses árnyalattal.

## Termesztett változatai
- Vriesea 'Crousseana'
- Vriesea 'Gracilis'
- Vriesea 'Warmingii Minor'